# Gluha Bukovica (Kotor Varoš)
Gluha Bukovica (en serbe cyrillique : Глуха Буковица) est un village de Bosnie-Herzégovine. Il est situé dans la municipalité de Kotor Varoš et dans la république serbe de Bosnie. Selon les premiers résultats du recensement bosnien de 2013, il n'y compte aucun habitant.

## Démographie

### Évolution historique de la population dans la localité
| 1948 | 1953 | 1961 | 1971 | 1981 | 1991  | 2013 |
| ---- | ---- | ---- | ---- | ---- | ----- | ---- |
| -    | -    | 716  | 949  | 976  | 1 041 | 0    |

|  |

### Répartition de la population par nationalités (1991)
| Gluha Bukovica, Liste 2013.: Total 5 habitants |                |              |              |
| Année de liste                                 | 1991.          | 1981.        | 1971.        |
| Musulmans                                      | 1 038 (99,71%) | 975 (99,90%) | 891 (93,89%) |
| Croate                                         | –              | –            | 9 (0,948%)   |
| Serbe                                          | –              | –            | 46 (4,847%)  |
| Inconnus/autres                                | – 3 (0,288%)   | 1 (0,102%)   | 3 (0,316%)   |
| Total                                          | 1,041 (100%)   | 976 (100%)   | 949 (100%)   |